# 耶珀·福拉厄
耶珀·安德烈森·福拉厄（丹麥語：Jeppe Andresen Foldager，1986年1月1日—）是出生於丹麥北日德兰大区希茨海爾斯的一名廚師。

## 生平
耶珀·福拉厄的母親是養老院的廚師，因此對他而言廚房和烹飪並不陌生，因此他在九歲時立志成為一名廚師。耶珀·福拉厄從奧爾堡的Rosdalhs餐廳開始當學徒，接著在斯卡恩的Hôtel Brøndums酒店的餐廳工作。2013年他參加世界烹飪大賽得到銀獎，因此他受邀前往哥本哈根的Alberto.k餐廳擔任主廚，幾年後他選擇到羅萊夏朵聯盟的Dragsholm Slot Gourmet餐廳工作，他在那裏獲得米其林指南一星評鑑。

## 相關連結
- Dragsholm Slot Gourmet餐廳官方網站 （页面存档备份，存于）